# Alex Joseph
Alex Joseph (6 luglio 1988) è un ex giocatore di football americano statunitense che ha giocato nel ruolo di linebacker.

## Nella NFL
Il 29 settembre viene aggiunto alla squadra di allenamento dei Raiders. Il 26 ottobre viene rilasciato.